# 亀田バイパス

新潟市近郊のバイパス網を表した路線図。

亀田バイパス（かめだバイパス）は、新潟県新潟市を通る国道49号（重複:国道403号・国道459号）、新潟県道586号水原亀田線のバイパス道路。
本項では、亀田バイパスとともに一本の路線として機能する供用済の横雲バイパス（おううんバイパス）、および阿賀野バイパス（あがのバイパス）の合わせて3路線についてまとめて記す。

## 概要
新潟都市圏のバイパス網のうち、阿賀野市から新潟市江南区を経由して同市中央区に至る、延長26.8 kmの区間を構成しており、終点の紫竹山ICで新潟バイパスと直交するほか、茅野山ICでは新津バイパスに接続する。茅野山IC - 紫竹山IC間は連続立体交差方式となっており、他の区間でも一部が盛土構造となっている。
亀田バイパスのうち新潟亀田IC - 紫竹山IC間は、新潟南北道路として地域高規格道路に指定されている。
阿賀野バイパスは、旧北蒲原郡安田町の区間を安田バイパス（やすだバイパス）として、旧同郡水原町から京ヶ瀬村に至る区間を水原バイパス（すいばらバイパス）としてそれぞれ整備事業が進められていたが、この3町村が2004年（平成16年）に新設合併により「阿賀野市」となったことに伴い、両事業の総称として「阿賀野バイパス」の通称名が付与され、現在はそれぞれの区間を「安田区間」「水原区間」とも称している。

## 各バイパスの概要

### 阿賀野バイパス

#### 安田バイパス
- 起点：新潟県阿賀野市六野瀬（下六野瀬交差点）[1][2]
- 終点：新潟県阿賀野市寺社字鴨深甲（鴨深交差点）[1][2]
- 延長：5.6 km[1][2]
- 構造規格：第3種第1級（寺社地先、14工区）および第3種第2級（六野瀬 - 寺社、12・13工区）[3][4]
- 車線数 - 暫定2車線（完成4車線）[1]
- 設計速度 - 80 km/h（第1級区間）および60 km/h（第2級区間）[1]

国道49号の旧北蒲原郡安田町内の区間は、市街地を経由する区間であったため、交通量が多く、流れが悪い区間であった。これに伴って阿賀野市六野瀬から寺社に至る延長4.3 kmの区間が「安田バイパス」として1977年度（昭和52年度）に着手され、1985年（昭和60年）に暫定2車線で開通した。
水原バイパスは起点から一般国道290号までの延長1.2 kmの13工区、国道290号から旧道交差点までの延長3.1 kmの14工区、旧道交差点から終点まで延長1.3 kmの15工区に分けられる。13・14工区は当初整備された区間である。
水原寄りの寺社から寺社字鴨深甲に至る1.3 kmの区間（14工区）については、新潟県東部産業団地へのアクセス路線を兼ねて2002年（平成14年）から整備が進められたが、予定地の水田付近で遺跡が出土したことから、発掘調査を並行して実施。新潟国道工事事務所ではこの遺跡は中世の集落跡との推定をしており、規模から当時の有力者の屋敷跡ではないかと発表している。この区間は2006年（平成18年）11月24日に供用が開始され、前述の供用済み区間とあわせて安田バイパス区間全線の延長5.6 kmが開通した。この開通により同年度をもって安田バイパスは再び事業休止となった。
全区間が平面交差、暫定2車線で供用されている。また、一部区間で路側放送が行われている。

#### 水原バイパス

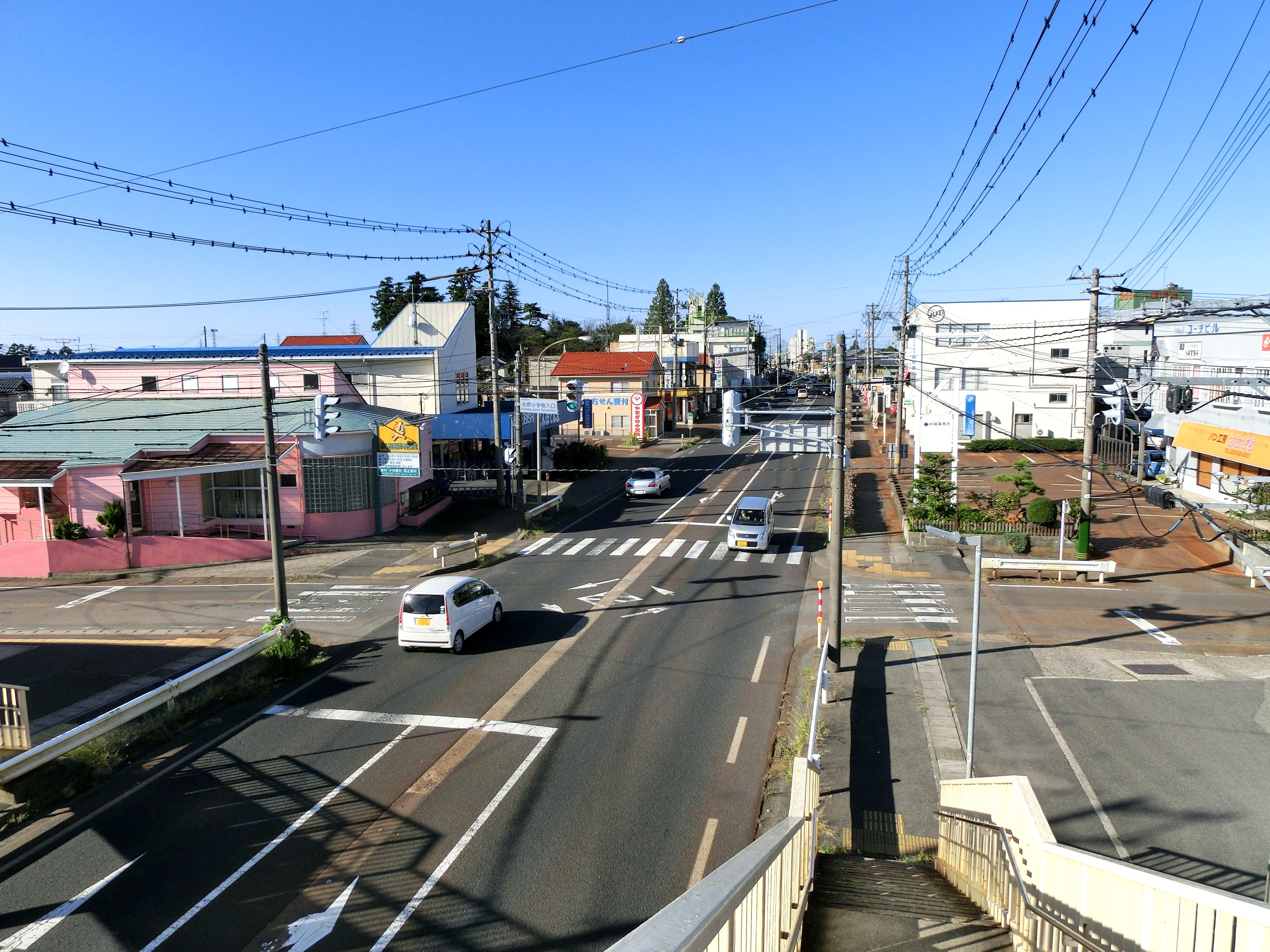
水原市街地を経由する現道。ここを経由しないバイパスの整備が進められている。

- 起点：新潟県阿賀野市寺社字鴨深甲（鴨深交差点）
- 終点：新潟県阿賀野市下黒瀬（道の駅あがの交差点）
- 延長：8.1 km[1]
- 構造規格：第3種第1級[1]
- 車線数 - 暫定2車線（完成4車線）[1]
- 設計速度 - 80 km/h[1]

国道49号の旧北蒲原郡水原町から京ヶ瀬村に至る区間は両町村の市街地を経由する区間で、特に水原地内では安田方面から北にほぼ真っ直ぐに向かった後、中心部で大きく西へカーブするなど線形も悪く、また周辺市町村のベッドタウン化により、慢性的に交通の流れの悪いことが問題となっている。
水原バイパスは起点から一般県道新関水原停車場線までの延長2.7 kmの15工区、新関水原停車場線から一般国道460号までの延長1.65 kmの16工区、国道460号から終点まで延長3.75 kmの17工区に分けられる。15工区は低盛土、16・17工区は高盛土となる。
これに伴って現在整備が進められているのが、阿賀野市寺社から両地区の市街地の南西側を経由して同市下黒瀬に至る、延長8.1 kmの区間である。開通予定は当初橋梁等の構造物建設の進捗を鑑み、2019年度（平成31年度）の全線開通予定であったが、軟弱地盤対策のため2022年（令和4年）夏までの全線開通に変更され、さらに百津 - 下黒瀬間延長5.4 kmの区間（16・17工区）のみを2022年（令和4年）内のみ開通として、今後5か年程度での全線開通予定とすることが、2021年（令和3年）4月27日に発表された。その後百津 - 下黒瀬間については2022年（令和4年）12月4日に開通した。残る寺社 - 百津間は2025年（令和7年）6月8日に開通した。
なお、現道の京ヶ瀬地区では、以前道幅が狭隘であった阿賀野市役所京ヶ瀬支所周辺の区間で拡幅工事が行われたことにより、交通の整流化が図られた。また今後のバイパス延伸に合わせ、下黒瀬交差点付近に道の駅あがのが2022年（令和4年）8月5日にオープンした。

### 横雲バイパス

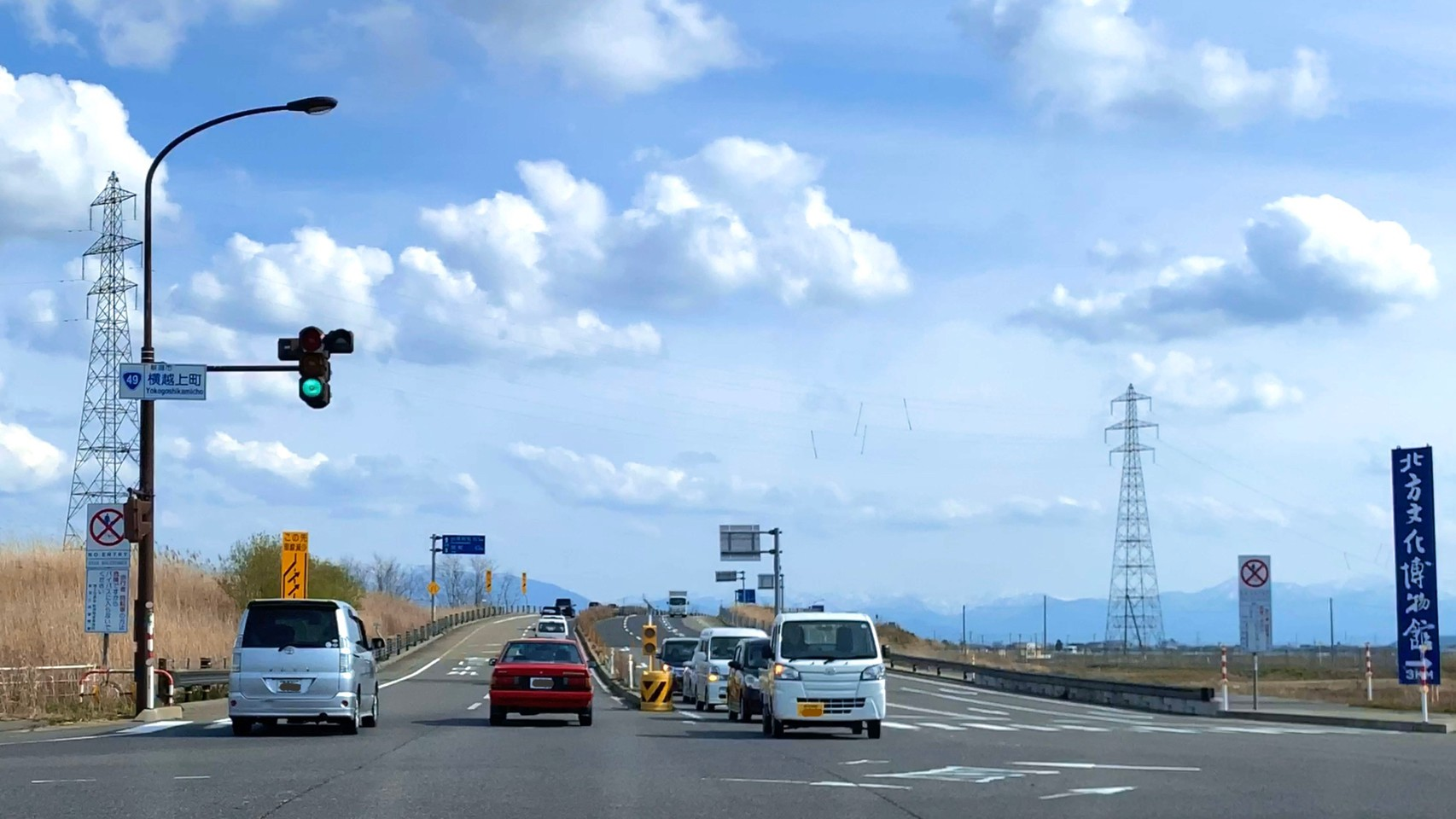
横越上町交差点。バイパス内歩行者・自転車進入しないよう求める案内がある。

- 起点：新潟県阿賀野市下黒瀬（下黒瀬交差点）[注 3][12][13]
- 終点：新潟県新潟市江南区曙町二丁目[注 4]（曙町二丁目交差点）[12][13]
- 延長：6.2 km[12][13][14]
- 構造規格：第3種第1級[12][13][14]
- 車線数 - 暫定2車線（完成4車線）[12][13][14]
- 設計速度 - 80 km/h[12][13][14]
- 幅員（完成時）[12][13]
  - 一般部 - 21.00 m (2.00 m + 7.00 m + 3.00 m + 7.00 m + 2.00 m)
  - 橋梁部 - 24.50 m (2.50 m + 1.25 m +7.00 m + 3.00 m + 7.00 m + 1.25 m + 2.50 m)

国道49号の阿賀野市下黒瀬地区から新潟市横越中央地区に至る区間は全般的に道幅が狭隘で、また阿賀野川に架かる横雲橋（おううんばし）も幅が狭く老朽化しており、また周辺市町村のベッドタウン化により、1970年代以降は慢性的に交通の流れの悪いことが問題となっていた。
これに伴い、亀田バイパスに接続するバイパス路線として整備されたのが、現在の横雲バイパスである。阿賀野市下黒瀬から、横雲橋に隣接する高架の新横雲橋（しんおううんばし）で阿賀野川を渡り、新潟市江南区の横越地区中心部を南側に迂回して、新潟市江南区曙町の曙町二丁目交差点に至る、延長6.2 kmの区間。木津IC以西は完成4車線、同ICより新横雲橋以東は暫定2車線、一部連続立体交差となっている。
横雲バイパスは1986年度（昭和61年度）に事業化され、起点から新潟港横越線までの18工区（延長3.260 km）と新潟港横越線から終点まで19工区（延長2.940 km）に分けられる。
当初は全区間暫定2車線であったが、全線開通以降、上記の両交差点付近で交通渋滞が慢性化し、加えて接触事故が頻発したことから、2007年（平成19年）度から交通事故対策の一環として「横越上町交差点改良」の事業名称で同交差点付近の4車線化を進め、2009年（平成21年）末までに木津IC - 曙町二丁目間の4車線化を完了した（ただしその後横越上町交差点→木津ICは左車線を導流帯に変えて単車線化されている）。
なお横越上町交差点と曙町二丁目交差点周辺には、将来的に立体交差化を行うための用地が確保されており、前者については2023年度（令和5年度）に横越上町交差点事故対策として事業化された。
また、現在新潟県道46号新潟中央環状線として整備事業が進められている都市計画道路「新潟中央環状道路」との交点との立体化が2021年度（令和3年度）に横越地区事故対策事業として事業化された。

### 亀田バイパス
- 起点

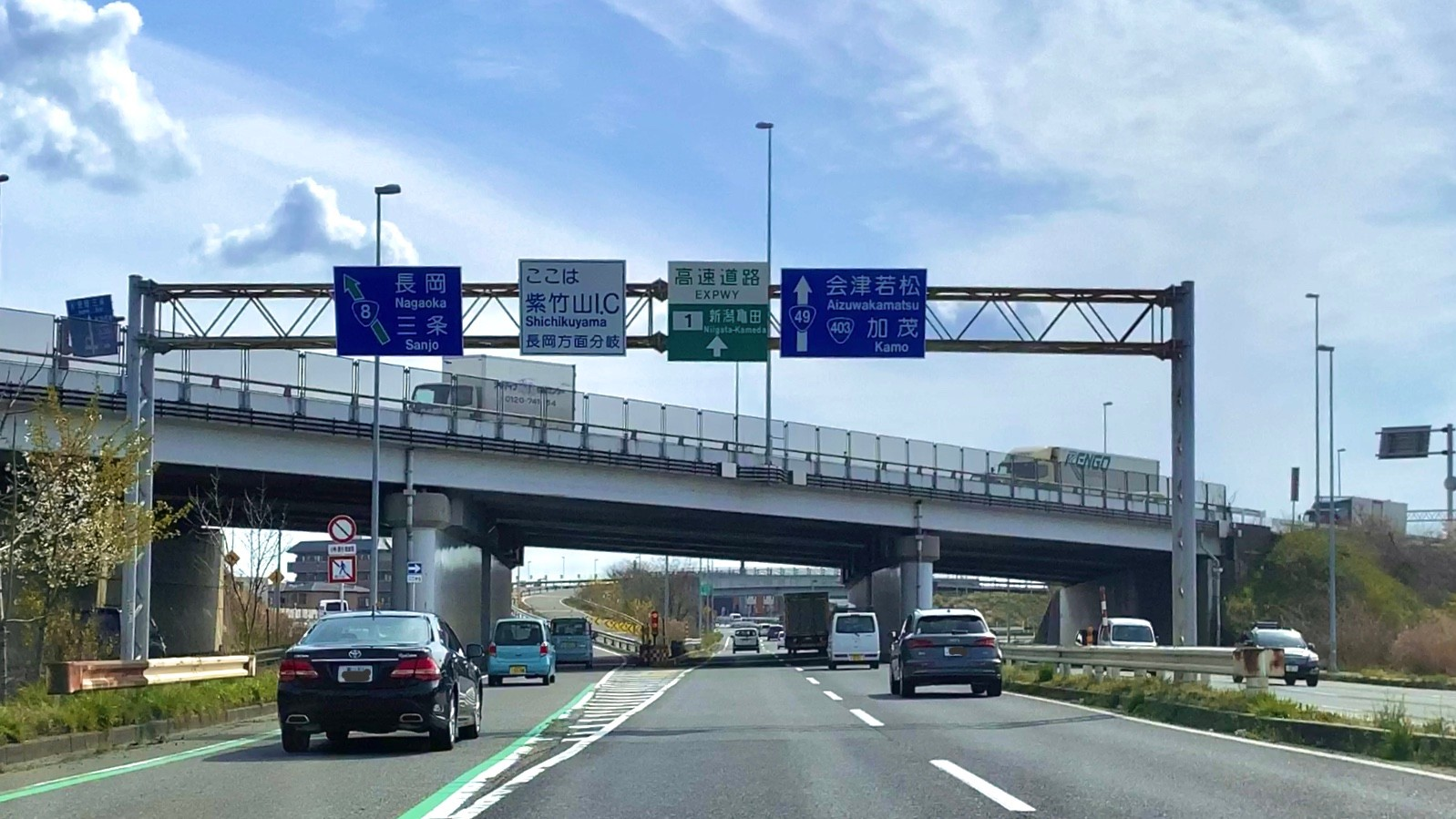
紫竹山ICから亀田バイパス方向を望む

  - 当初：新潟県新潟市江南区曙町二丁目[注 5]（袋津交差点）[17]
  - 現在：新潟県新潟市江南区曙町二丁目（曙町二丁目交差点）
- 終点：新潟県新潟市中央区紫竹山四丁目[注 6]（紫竹山インターチェンジ）[17]
- 延長
  - 当初：8.3 km[17]
  - 現在：6.95 km[18]
- 構造規格：第3種第1級[17][19]
- 車線数 - 完成4車線（暫定2車線）[17][19]
- 設計速度 - 80 km/h[17][19]
- 幅員[13][19]
  - 曙町 - 茅野山 - 21.00 m (2.00 m + 7.00 m + 3.00 m + 7.00 m + 2.00 m)
  - 茅野山 - 紫竹山 - 19.50 m (1.25 m + 1.25 m +7.00 m + 3.00 m + 7.00 m + 1.25 m + 1.25 m)

横雲バイパスより以前、1974年（昭和49年）に開通したのが、亀田バイパスの袋津交差点 - 城所 - 紫竹山IC間である。
国道49号はかつて旧亀田町の市街地を経由していたが（現新潟県道5号新潟新津線の区間）、道幅が狭隘な上に交通量が多いため、慢性的に流れが悪くなっていた。また大型車の通行にも支障があるなど、国道の機能を果たしきれずにいた。これに伴い整備されたのが、延長6.95 kmの現区間である。また元々国道として整備され、現在は新潟県道586号水原亀田線の一部となっている袋津交差点 - 曙町二丁目交差点の延長1.4 kmの区間も、亀田バイパスの区間に含まれている。
城所IC - 茅野山IC間は平面交差となっており、当初は2車線での供用であった。茅野山ICは新潟市新津・小須戸地区方面へ向かう国道403号新津バイパスの分岐点。旧亀田町の中心部に近い鵜ノ子ICを過ぎると、日本海東北自動車道に連絡する新潟亀田インターチェンジがある。ここから北側は住宅地が続く。鳥屋野潟を渡るとすぐ、新潟バイパスと連絡する紫竹山ICがあり、この先の市街地方面は栗ノ木バイパスとなる。
バイパス開通以降、旧亀田町の中心部に近い鵜ノ子交差点は平面交差となっていたため、断続的に渋滞が発生するなど、新潟市近郊でも特に流れの悪い地点だったが、2001年（平成13年）に立体化工事が完成し、スムーズな交通が確保されるようになった。
その後、2車線で整備されていた曙町二丁目 - 城所 - 茅野山間の4車線化事業が実施され、現道拡幅と城所跨線橋の橋梁増設、茅野山ICのランプ拡幅などが行われて、2008年（平成20年）3月21日に供用を開始した。これによって亀田バイパスの整備事業が全て完了し、曙町二丁目 - 紫竹山間の国道区間全てが4車線となった。
姥ヶ山ICでは「姥ヶ山事故対策」事業として改良工事が行われている。詳しくは「姥ヶ山インターチェンジ」を参照。
以前は新潟県警察が姥ヶ山IC - 紫竹山IC間で路側放送を行っていたが、2005年（平成17年）に廃止された。

## 沿革
- 1965年度（昭和40年度）：建設省・新潟県・新潟市など沿線市町村が、国道49号新国道の調査計画に着手。
- 1967年度（昭和42年度）：建設省が「亀田バイパス」を事業化[19][17][18]。
- 1968年（昭和43年）9月3日：新潟県が亀田町の都市計画道路「亀田バイパス」を計画決定[19][17]。
- 1969年度（昭和44年度）：亀田バイパスの用地着手[19][17][18]。
- 1970年（昭和45年）12月：亀田バイパスの工事着手[17][18]。
- 1971年（昭和46年）3月31日：新潟県が新潟市の都市計画道路「亀田バイパス」を計画決定[17]。
- 1972年（昭和47年）6月11日：亀田バイパス・姥ヶ山交差点立体化に着手[22]。
- 1972年（昭和47年）7月28日：亀田バイパス・とやの橋1期橋着工[23]。
- 1972年（昭和47年）10月2日：亀田バイパス・城所IC - 鵜ノ子交差点間が開通（暫定2車線）[19][17][24][23]。
- 1973年（昭和48年）11月13日：亀田バイパス・とやの橋1期橋竣工[23]。
- 1973年（昭和48年）11月22日：亀田バイパス・鵜ノ子交差点 - 紫竹山IC間が開通[19][17][23][25][26]（暫定2車線。但し姥ヶ山・紫竹山両IC周辺部のみ4車線）[注 7][27][28]。紫竹山IC完成により立体交差化[27]。
- 1974年（昭和49年）10月5日：亀田バイパス・袋津交差点 - 城所IC間が開通（暫定2車線）。これにより亀田バイパスは全線供用[17][18][23][29]。
- 1977年度（昭和52年度）：建設省が「安田バイパス」を事業化（12・13工区）・亀田バイパス4車線化着工[1][2][4][17]。
- 1978年（昭和53年）12月5日：亀田バイパス・とやの橋2期橋着工[30]。
- 1979年度（昭和54年度）：安田バイパスの用地着手（12・13工区）[1][2][4]。
- 1979年（昭和54年）10月30日：亀田バイパス・とやの橋2期橋竣工[31]。
- 1980年（昭和55年）10月23日：亀田バイパス・姥ヶ山IC - 紫竹山IC間が4車線化[19][17][31]。
- 1981年度（昭和56年度）：安田バイパスの工事着手（12・13工区）[1][2][4]。
- 1983年（昭和58年）11月30日：亀田バイパス・茅野山IC - 姥ヶ山IC間が4車線化[注 8][19][17][18][32]。
- 1985年（昭和60年）3月12日：新潟県が京ヶ瀬村・横越村・亀田町の都市計画道路「横雲バイパス」を計画決定[12]。
- 1985年（昭和60年）11月19日：安田バイパス・六野瀬 - 寺社間4.3 km（12・13工区）が開通（暫定2車線）[1][2][4][32]。
- 1986年度（昭和61年度）：建設省が「横雲バイパス」を事業化（18工区のみ）[12][13][33]。
- 1987年度（昭和62年度）：横雲バイパスの用地着手（18工区のみ）[12][13]。
- 1988年（昭和63年）3月29日：新潟県が安田町の都市計画道路「安田バイパス」のうち、六野瀬 - 寺社間（12・13工区）を計画決定[1][2][4]。
- 1989年度（平成元年度）：横雲バイパスの工事着手（18工区のみ）・19工区事業化[12][13]。
- 1994年（平成6年）12月16日 : 亀田バイパス・新潟亀田IC - 紫竹山IC間を含む区間が「新潟南北道路」として地域高規格道路の計画路線に指定される。
  - 中蒲原郡亀田町早通（当時）- 新潟市寄居町間（延長8 km）
- 1995年（平成7年）4月28日 : 早通 - 紫竹山間（延長2 km）が、新潟南北道路の整備区間に指定される。
- 1995年（平成7年）12月6日：横雲バイパス・下黒瀬 - 上郷（現横越上町）間延長3.260 km（18工区）が開通（暫定2車線）[12][34][13]。
- 1998年度（平成10年度）：亀田バイパス・鵜ノ子IC立体化に着手[18]。
- 1999年（平成11年）3月9日：新潟県が水原町の都市計画道路「水原バイパス」（15 - 17工区）と、安田バイパスの寺社 - 寺社字鴨深間（14工区）を計画決定[1][2]。
- 1999年度（平成11年度）：事業休止していた安田バイパスの寺社地内の区間を事業復活[1][2]。
- 2000年（平成12年）4月：建設省が「水原バイパス」を事業化[1]。
- 2001年（平成13年）10月10日：亀田バイパス・鵜ノ子ICが立体化[18]。
- 2004年（平成16年）3月18日：横雲バイパス・上郷 - 曙町二丁目間延長2.940 km（19工区）が開通（暫定2車線）[35]。同時に曙町地内の取付け部を改良し、袋津 - 曙町二丁目間は一般県道に指定変更。これにより横雲バイパスは全線供用[12][36][13]。
- 2004年（平成16年）4月1日：安田町、水原町、京ヶ瀬村、笹神村が新設合併し、阿賀野市となったのに伴い、安田バイパス・水原バイパスの2事業の総称として「阿賀野バイパス」の通称名を付与。また都市計画道路としては統合され、新潟県が「阿賀野バイパス」として計画決定。
- 2006年（平成18年）11月24日：阿賀野バイパス（安田区間）・寺社 - 鴨深間が開通（暫定2車線）。これにより安田バイパスは全線供用[1]。
- 2008年（平成20年）3月21日：亀田バイパス・曙町二丁目 - 茅野山交差点 - 茅野山IC間が4車線化し、全線4車線供用（一般県道の区間を除く）。これを以って亀田バイパスの全線が竣工し、事業完成[20]。
- 2009年（平成21年）12月14日：この日までに、横雲バイパス・木津IC - 横越上町 - 曙町二丁目間が4車線化。
- 2021年度（令和3年度）：横雲バイパス中央環状線交点の立体化が事業化[16]。
- 2022年（令和4年）12月4日︰水原バイパス・百津 - 下黒瀬が開通（暫定2車線）[8]。
- 2024年（令和6年）9月2日︰新潟県道255号新関水原停車場線の大野交差点 - 土橋交差点間を国道49号区域に編入し、水原バイパス・百津 - 下黒瀬間に並行する旧道の大野交差点 - 窪川原交差点が国道49号区域除外され、新潟県道586号水原亀田線となる[注 9][37][38][39][40]。
- 2025年（令和7年）6月8日︰水原バイパス・寺社 - 百津が開通（暫定2車線）。これにより水原バイパスは全線供用[9]。

## 旧道

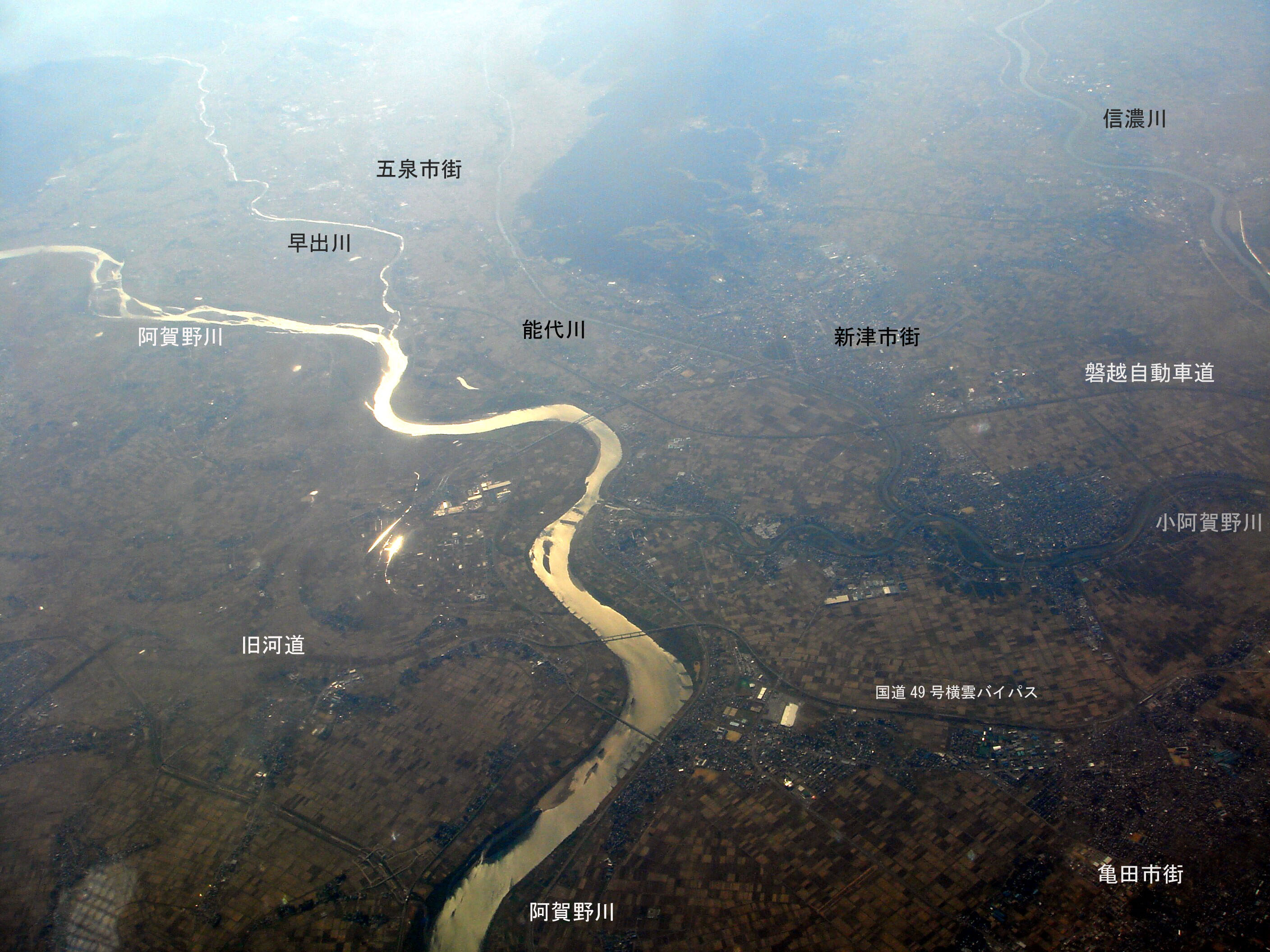
亀田市街から阿賀野川を横断する国道49号

### 安田バイパス（国道49号（一部国道290号重複））
- 阿賀野市久保（久保（北）交差点） - 阿賀野市鴨深（鴨深交差点）：阿賀野市道

※このうち、久保（北）交差点から安田瓦入口交差点の間の国道459号はバイパス開通後の指定のため、旧道は存在しない。

### 水原バイパス（国道49号、国道459号）
- 阿賀野市市野山（大野交差点） - 阿賀野市上黒瀬（窪川原交差点）：新潟県道586号水原亀田線（大野交差点 - 学校町交差点は県道新関水原停車場線と、北本町交差点 - 安野町交差点は国道460号と重複。）
  - 2024年（令和6年）9月2日に新潟県道255号新関水原停車場線の大野交差点 - 土橋交差点間を国道49号区域に編入し、水原バイパス・百津 - 下黒瀬間に並行する旧道の大野交差点 - 窪川原交差点が国道49号区域除外され、新潟県道586号水原亀田線となった[37][38][39][40]。

### 横雲バイパス（国道49号、国道459号）
- 阿賀野市下黒瀬（下黒瀬交差点） - 新潟市江南区曙町二丁目（曙町二丁目交差点）：新潟県道586号水原亀田線

### 亀田バイパス（国道49号）
亀田バイパス全線開通翌年の1975年（昭和50年）9月30日に一般国道指定を外れ、現在は以下の路線となっている。
- 新潟市江南区袋津（袋津交差点） - 新潟市江南区元町一丁目（元町三差路）：新潟市道新明町袋津線
- 新潟市江南区元町一丁目（元町三差路） - 新潟市中央区紫竹三丁目（紫雲橋交差点（西側））：新潟県道5号新潟新津線

※国道403号、国道459号はバイパス開通後の指定のため、旧道は存在しない。

## 路線状況

### 橋梁
- 都辺田川橋
  - 安田バイパスの都辺田川に架かる橋。
- 小里川1号橋
  - 水原バイパスの小里川に架かる延長24.1 mの橋梁。現在未供用[41]。
- 小里川2号橋
  - 水原バイパスの小里川に架かる延長162 mの橋梁。暫定2車線供用済み[41]。
- 百津橋
  - 水原バイパスの市道若葉町安野川線に架かる延長46.4 mの橋梁。暫定2車線供用済み[41][42]。
- JR跨線橋
  - 水原バイパスの羽越本線・市道七島月崎線に架かる延長75 mの橋梁。暫定2車線供用済み[41][42]。
- 旧小里川橋
  - 水原バイパスの旧小里川に架かる延長27.4 mの橋梁。暫定2車線供用済み[41][42]。
- 京ヶ島IC橋 
  - 水原バイパスの主要地方道新潟安田線に架かる延長39 mの橋梁。暫定2車線供用済み[41][42]。
- 新横雲橋
  - 横雲バイパスの木津IC - 下黒瀬交差点間の阿賀野川に架かる2車線の995 m[43]の橋梁。西詰は新潟市江南区木津、東詰は阿賀野市下黒瀬である。なお、本橋梁の下流橋として新潟県道586号水原亀田線（横雲バイパスの旧道）の横雲橋、上流橋として国道460号の阿賀浦橋（ただし、間に羽越本線の阿賀野川橋梁がある）がある。4車線化対応構造となっている。
- 阿賀高架橋
  - 横雲バイパスの阿賀用水路に架かる橋梁。
- 城所高架橋
  - 横雲バイパスの曙町二丁目交差点 - 城所IC間の信越本線・主要地方道新潟新津線に架かる橋梁。
- 早通り跨道橋
  - 亀田バイパスの茅野山IC - 鵜ノ子IC間の一般県道白根亀田線に架かる橋梁。
- 鵜ノ子IC橋
  - 亀田バイパスの鵜ノ子ICの高架橋で、主要地方道新潟亀田内野線に架かる橋梁。
- 姥ヶ山IC橋
  - 亀田バイパスの姥ヶ山ICの高架橋で、新潟市道嘉瀬蔵岡線2号に架かる橋梁。
- 姥ヶ山跨道橋
  - 亀田バイパスの姥ヶ山IC - 紫竹山IC間の一般県道曽野木一日市線に架かる橋梁。
- とやの橋
  - 亀田バイパスの紫竹山IC - 姥ヶ山IC間に架かる橋。

### 道の駅
- あがの（水原バイパス）

## 接続するバイパスの位置関係

### 国道49号、国道459号
（いわき、浪江方面）赤坂地区改良区間 - 現道 - 阿賀野バイパス（安田バイパス - 水原バイパス） - 横雲バイパス - 亀田バイパス - 栗ノ木バイパス（新潟方面）

### 国道290号
（村上方面）荒川バイパス - 現道 - 阿賀野バイパス - 現道 - 新曲谷橋（小出方面）

### 国道403号
（新潟方面）栗ノ木バイパス - 亀田バイパス - 新津バイパス（松本方面）

## インターチェンジ・交差点など
特記なきものは市道と接続している。

### 阿賀野バイパス
主要交差点のみ掲載。
| 国道路線                                                                       | バイパス名                              | IC・交差点・施設名                                                       | 接続道路                                                                         | 所在地   |
| ------------------------------------------------------------------------------ | --------------------------------------- | ------------------------------------------------------------------------ | -------------------------------------------------------------------------------- | -------- |
| 国道49号 阿賀・会津若松方面                                                    |                                         |                                                                          |                                                                                  |          |
| 国道 49号 国道 290号 国道 459号                                                | 安田 バイパス                           | 下六野瀬交差点 （しもろくのせ）                                          |                                                                                  | 阿賀野市 |
| 国道 49号 国道 290号 国道 459号                                                | 安田 バイパス                           | 久保（南）交差点 （くぼみなみ）                                          |                                                                                  | 阿賀野市 |
| 国道 49号 国道 290号 国道 459号                                                | 安田 バイパス                           | 久保（北）交差点 （くぼきた）                                            | 市道（旧49号）                                                                   | 阿賀野市 |
| 国道 49号 国道 290号 国道 459号                                                | 安田 バイパス                           | 原町交差点 （はらまち）                                                  | 国道290号（保田、新発田方面） 新潟県道41号白根安田線（磐越道・安田IC、五泉方面） | 阿賀野市 |
| 国道 49号 国道 459号                                                           | 安田 バイパス                           | 原町交差点 （はらまち）                                                  | 国道290号（保田、新発田方面） 新潟県道41号白根安田線（磐越道・安田IC、五泉方面） | 阿賀野市 |
| 阿賀野市役所 安田支所入口 交差点 （あがのしやくしょ やすだししょ いりぐち）    | 安田 バイパス                           |                                                                          |                                                                                  | 阿賀野市 |
| 片町交差点 （かたまち）                                                        | 安田 バイパス                           | 新潟県道27号新潟安田線（分田方面） 新潟県道188号五泉安田線（旧49号方面） |                                                                                  | 阿賀野市 |
| 寺社交差点 （じしゃ）                                                          | 安田 バイパス                           | 市道（旧49号）                                                           |                                                                                  | 阿賀野市 |
| 安田瓦入口交差点 （やすだがわら いりぐち）                                     | 安田 バイパス                           | 市道（旧49号）                                                           |                                                                                  | 阿賀野市 |
| 新潟県東部産業団地 入口交差点 （にいがたけん とうぶさんぎょう だんちいりぐち） | 安田 バイパス                           | 新潟県道590号保田寺社線（東部産業団地方面）                              |                                                                                  | 阿賀野市 |
| 鴨深交差点 （かもふけ）                                                        | 安田 バイパス                           | 市道（旧49号）                                                           |                                                                                  | 阿賀野市 |
| 鴨深交差点 （かもふけ）                                                        | 水原 バイパス                           | 市道（旧49号）                                                           |                                                                                  | 阿賀野市 |
| 堀越交差点                                                                     | 新潟県道586号水原亀田線                 |                                                                          |                                                                                  | 阿賀野市 |
|                                                                                | 市道牧島小境線                          |                                                                          |                                                                                  | 阿賀野市 |
|                                                                                | 市道野地城中潟線                        |                                                                          |                                                                                  | 阿賀野市 |
| 土橋交差点                                                                     | 新潟県道255号新関水原停車場線（旧49号） |                                                                          |                                                                                  | 阿賀野市 |
| 月崎交差点                                                                     | 国道460号                               |                                                                          |                                                                                  | 阿賀野市 |
| 京ヶ島IC                                                                       | 新潟県道27号新潟安田線                  |                                                                          |                                                                                  | 阿賀野市 |
| 窪川原交差点                                                                   | 新潟県道586号水原亀田線（旧49号）       |                                                                          |                                                                                  | 阿賀野市 |
| 道の駅あがの交差点 （みちのえきあがの）                                        | 新潟県道586号水原亀田線（旧49号）       |                                                                          |                                                                                  | 阿賀野市 |
| 国道49号 横雲バイパス                                                          |                                         |                                                                          |                                                                                  |          |

### 横雲・亀田バイパス
| 国道49号 水原バイパス                                                                                  |                                                                    |                                                                                 |                                                                                          |               |
| 国道 49号 国道 459号                                                                                   | 横雲 バイパス                                                      | 道の駅あがの交差点 （みちのえきあがの）                                         | 新潟県道586号水原亀田線（横雲橋・横越中央方面）                                          | 阿賀野市      |
| 国道 49号 国道 459号                                                                                   | 横雲 バイパス                                                      | 木津IC （きつ）                                                                 | 新潟県道17号新潟村松三川線（下山・中新田方面） ※注：水原方面は大型車流出・流入不可       | 新潟市 江南区 |
| 国道 49号 国道 459号                                                                                   | 横雲 バイパス                                                      | 横越上町交差点 （よこごしかみちょう） （立体化事業中）                          | 新潟県道4号新潟港横越線〈赤道〉（新潟みなとトンネル方面） 市道〈同〉（木津工業団地方面） | 新潟市 江南区 |
| 国道 49号 国道 459号                                                                                   | 横雲 バイパス                                                      | （立体化事業中）                                                                | 新潟県道46号新潟中央環状線（横越バイパス）                                               | 新潟市 江南区 |
| 国道 49号 国道 459号                                                                                   | 横雲 バイパス                                                      | 曙町二丁目交差点 （あけぼのちょうにちょうめ）                                   | 新潟県道586号水原亀田線（袋津方面）                                                      | 新潟市 江南区 |
| 国道 49号 国道 459号                                                                                   | 亀田 バイパス                                                      | 曙町二丁目交差点 （あけぼのちょうにちょうめ）                                   | 新潟県道586号水原亀田線（袋津方面）                                                      | 新潟市 江南区 |
| 国道 49号 国道 459号                                                                                   | 城所IC （じょうしょ）                                              | 新潟県道5号新潟新津線（二本木・亀田本町方面） ※注：紫竹山方面への流入・流出のみ |                                                                                          | 新潟市 江南区 |
| 国道 49号 国道 459号                                                                                   | 茅野山東交差点 （ちのやまひがし）                                  | 新潟市道亀田南線〈梅の里通り〉                                                  |                                                                                          | 新潟市 江南区 |
| 国道 49号 国道 459号                                                                                   | 茅野山交差点 （ちのやま）                                          |                                                                                 |                                                                                          | 新潟市 江南区 |
| 国道 49号 国道 459号                                                                                   | 茅野山IC （ちのやま）                                              | 国道403号〈新津バイパス〉（加茂方面） ※注：本線上に信号機あり                   |                                                                                          | 新潟市 江南区 |
| 国道 49号 国道 403号 国道 459号                                                                        | 茅野山IC （ちのやま）                                              | 国道403号〈新津バイパス〉（加茂方面） ※注：本線上に信号機あり                   |                                                                                          | 新潟市 江南区 |
| 鵜ノ子IC （うのこ）                                                                                    | 新潟県道16号新潟亀田内野線〈亀田大通り〉（亀田駅西口・大野町方面） |                                                                                 |                                                                                          | 新潟市 江南区 |
| 新潟亀田IC （にいがたかめだ）                                                                          | E7 日本海東北自動車道 (番号：1)                                    |                                                                                 |                                                                                          | 新潟市 江南区 |
| 姥ヶ山IC （うばがやま）                                                                                | 新潟市道嘉瀬蔵岡線（新潟県スポーツ公園・石山方面）                 | 新潟市 中央区                                                                   |                                                                                          |               |
| 出口 ※正式なインターチェンジではない                                                                   | 注：紫竹山方面＜位置＞は流入のみ、水原方面＜画像＞は流出のみ       | 新潟市 中央区                                                                   |                                                                                          |               |
| 紫竹山IC （しちくやま）                                                                                | 国道7号・国道8号〈新潟バイパス〉                                   | 新潟市 中央区                                                                   |                                                                                          |               |
| 国道7号・8号・17号・49号・403号・459号〈栗ノ木バイパス・新潟南北道路紫竹山道路〉（本町・栗ノ木橋方面） |                                                                    |                                                                                 |                                                                                          |               |